# Louise Eisenhardt
Louise Eisenhardt (17 juillet 1891 - 22 janvier 1967) est une neurochirurgienne américaine. Elle est l'une des premières neuropathologistes et est considérée comme la principale experte mondiale en matière de diagnostic des tumeurs. Elle est la première femme présidente de l'American Association of Neurological Surgeons (Association américaine des neurochirurgiens).

## Enfance et formation
Elle est la fille d'Albert Emil Eisenhardt de Königsberg (en Prusse aujourd'hui Kaliningrad, Russie) et Ella Knoll Eisenhardt et est née à Ramsey, New Jersey en 1891,. Avant de poursuivre des études de médecine, elle travaille comme assistante éditoriale pour Harvey Cushing dès 1915 et continue à travailler pour lui pendant ses études. Elle est diplômée de la faculté de médecine de Tufts en 1925 avec le meilleur dossier académique jamais obtenu dans cette école.

## Carrière
Elle fait son internat au New England Hospital for women and children. À partir de 1922, elle tient un journal des différents types de tumeurs intracrâniennes traitées par le Dr Cushing.
Louise Eisenhardt rejoint Harvey Cushing en tant que neuropathologiste après un an d'internat. Elle travaille comme son associée en chirurgie de 1928 à 1934 et aide à diagnostiquer les tumeurs et les tissus qu'il opère. Elle co-écrit des articles avec lui tout en enseignant la psychopathologie à Tufts.
En 1934, Louise Eisenhardt part avec Harvey Cushing de Harvard à Yale. Ensemble, ils travaillent sur un registre des tumeurs cérébrales avec plus de 2000 spécimens. Après la mort de Harvey Cushing en 1938, Louise Eisenhardt en devient la conservatrice. Elle aide des neurochirurgiens du monde entier à identifier des tumeurs et leurs traitements. Le registre est également utilisé pour former les étudiants en neurosciences à la pathologie des tumeurs intracrâniennes.
En 1944, Louise Eisenhardt devient la rédactrice en chef du Journal of Neurosurgery et le reste pendant 22 ans. Jusqu'en 2018, elle est la seule femme présidente de l'American Association of Neurological Surgeons.